# شاهزاده‌نشین سوانتی
شاهزاده‌نشین سوانتی (گرجی: სვანეთის სამთავრო) یک شاهزاده‌نشین کوچک (متاواری) در منطقه سوانتی در کوه‌های قفقاز بزرگ بود که پس از فروپاشی پادشاهی گرجستان در اواخر قرن پانزدهم پدید آمد. خاندان‌های گلووانی و دادشکلیانی پیاپی بر آن حکومت می‌کردند و در نهایت در سال ۱۸۵۸ به امپراتوری روسیه ضمیمه شد.

## تاریخ اولیه
سوانتی در شمال غربی گرجستان، در امتداد دو دره مرتفع گسترده واقع در جنوب کوه البروس - دره رودخانه انگوری در غرب و تسخنی تسقالی بالا و شاخه آن، خلادولا، در شرق قرار دارد. در دوره یکپارچگی گرجستان (۱۰۰۸-۱۴۶۳)، این دوک‌نشین (اریستاوی saeristavo‌) در داخل پادشاهی باگراتید گرجستان بود که نخست به دست خاندان واردانیدزه از اواخر سده ۱۱ تا ۱۴ میلادی اداره می‌شد و سپس به دست گلووانی‌ها بود که خود را تثبیت کردند. زمانی که گرجستان در دهه ۱۴۶۰ (رسماً ۱۴۹۰/۱۴۹۱) به عنوان شاهزاده‌نشین تقریباً مستقل تقسیم شد، به سه پادشاهی - کارتلی، کاختی، و ایمرتی - و چندین حکومت منطقه‌ای و مناطق فئودالی تقسیم شد. 
مجموعه‌ای از تهاجمات عثمانی‌ها و جنگ‌های داخلی در غرب گرجستان منجر به قطع ارتباطات و منزوی شدن مناطق کوهستانی شد. در سوانتی، یک سیستم فئودالی قرون وسطایی عملاً فروپاشید و فرهنگ ارتدوکس گرجستانی منطقه‌ای پدیدار شد تا جایی که برخی از اعمال بت پرستانه معکوس شد. کوهنوردان سوانتی خود را در دهکده‌های به سختی قابل دسترس خود مستحکم کردند و با زنجیرهای از برج‌های دفاعی مستحکم شدند و فقط به طور منفعلانه در آشوبی که گرجستان را پر کرده بود، درگیر بودند، که منجر به کمبود نسبی سوابق مکتوب در مورد سوانتی از آن دوره شد. روابط آن‌ها با همسایگان آن سوی رشته قفقاز، عمدتاً کاباردا و بالکارها، غالباً خصمانه بود، اگرچه تجارت از طریق گذرگاه‌های کوهستانی و ازدواج‌های میان خانواده‌های نجیب نیز در میان آنها رواج داشت.

## درگیری‌های داخلی و الحاق روسیه
= سوانتی بالاتر
 = سوانتی پایین‌تر

بین سده‌های ۱۷ و ۱۹، سوانتی به سه نهاد سیاسی تقسیم شد. اولی، سوانتی سفلی(بالاتر) در دره تسخنیسکالی بالا، تحت سلطه طایفه‌های گلووانی و گردابخادزه، به تدریج تحت تسلط شاهزادگان خاندان دادیانی مینگرلیا قرار گرفت و به سوانتی دادیانی معروف شد. دومی، سوانتی علیا، در امتداد بخش بالایی رودخانه انگوری قرار داشت که خانواده‌های ریچگویان و دادشکلیانی برای کنترل آن با هم رقابت می‌کردند. طایفه اخیر به عنوان پیروز نهایی در دهه ۱۷۲۰ ظهور کردند و حکومت خود را در قلمرو غرب انگوری برقرار کردند که از این پس به نام دادشکلیانی سوانتی (شاهزاده سوانتی) شناخته شد. با این حال، جوامع شرق انگوری جدا شدند و خود را به صورت کنفدراسیونی از قبیله‌ها سازمان دادند که از هرگونه حکومت متمرکز محروم بودند و به «سوانتی آزاد» معروف بودند.
در دهه ۱۸۲۰، شاهزاده سوانتی در نتیجه نزاع خونی بین شاخه‌های دودمان دادشکلیانی رقیب، عملاً به دو بخش تقسیم شد. با وساطت شاهزادگان مینگرلیا، هر دو شعبه در سال ۱۸۳۳ مانند جوامع آزاد سوانیایی در سال ۱۸۴۰، فرمانروایی اسمی روسیه را پذیرفتند. با این وجود، آنها به طور مستقل به اداره امور خود ادامه دادند و تا اواخر دهه ۱۸۴۰ به مقامات روسی یا هیئت‌های کلیسا اجازه ورود به منطقه را ندادند.
با این حال، تداوم درگیری‌های خاندانی میان دادشکلیانی، سرپیچی آنها از دولت روسیه، و نوسانات در طول جنگ کریمه (۱۸۵۴-۱۸۵۶)، به مداخله مستقیم روسیه منجر شد. در سال ۱۸۵۷، شاهزاده الکساندر باریاتینسکی، نایب السلطنه قفقاز، دستور داد اسوانتی توسط نیروهای مسلح تحت سلطه قرار گیرد. شاهزاده حاکم سوانتی، کنستانتین، مذاکره را انتخاب کرد، اما دستور تبعید به ایروان صادر شد. در لحظات وداع در کوتائیسی، او با یکی از مدیران محلی روسی، الکساندر گاگارین، به مجادله و دعوا پرداخت. در این مجادله، کنستانتین،  گاگارین را به همراه سه تن از کارکنان روسی‌اش با ضربات چاقو کشت. زمانی که کنستانتین دستگیر شد، به طور خلاصه توسط دادگاه نظامی محاکمه و در نهایت تیرباران شد. در سال ۱۸۵۸، شاهزاده‌نشین لغو شد و به ناحیه‌ای تبدیل شد که توسط یک افسر منصوب از سوی روسیه ( pristav ) اداره می‌شود. تعدادی از اعضای خانواده دادشکلیانی به استان‌های دورافتاده روسیه تبعید شدند و کسانی که در گرجستان باقی ماندند از اختیارات خودمختار و شخصیت اشراف‌زاده خود محروم شدند. 

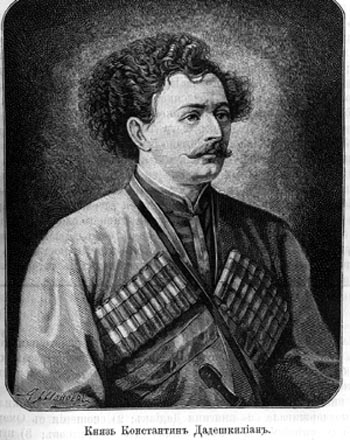
کنستانتین دادشکلیانی ، آخرین شاهزاده سوانتی.

## حاکمان

### دوک نشین سوانتی (X-XV)
- جان اول
- وخدنگ
- باکور
- وردان اول
- جینجیخ
- جان دوم
- وردان دوم
- جان سوم
- برام
- آراشیانی
- خژیق
- اوزبیگ
- شامداولا
- ابسلوم